# 脳静脈洞血栓症
脳静脈洞血栓症（のうじょうみゃくどうけっせんしょう、英: Cerebral venous sinus thrombosis、CVST ）は、脳からの血液を排出する硬膜静脈洞に血栓が生じる疾患である。症状には、頭痛、視覚異常、顔や手足などの体の片側の衰弱などの脳卒中の症状、けいれん発作などがあげられる。合併症には、クモ膜下出血があげられる。
リスク要因は、この疾患の85％程度の症例に存在しており、遺伝性血栓性素因、避妊薬、妊娠、頭頸部の感染症、血管炎、癌、脱水、肥満などがあげられる。診断は通常は、コンピューター断層撮影（CTスキャン）または核磁気共鳴画像法（MRI）が用いられる。最も一般的に関与する静脈洞は横静脈洞と上矢状静脈洞であり、それぞれ86％と62％の症例に関与している。症状の発症からの時間に基づいて、急性（48時間未満）、亜急性（48時間から1か月）、慢性（1か月を超える）の3つのタイプに分類される。根本的な原因を特定するために検査が行われる場合がある。
治療には通常、抗凝固薬（血液凝固を抑制する薬）、主に低分子量ヘパリン（LMWH）または未分画ヘパリンが使用される。一般的にLMWHが優先的に使用される。通常、最初の発症から3〜12か月の間に治療される。まれに、血栓溶解療法（血栓の酵素的破壊）が用いられる。脳静脈洞血栓症は、頭蓋内圧の上昇によって悪化する可能性があり、アセタゾラミド、腰椎穿刺、シャントの外科的配置により治療される場合がある。症例の最大3％は再発する可能性がある。
脳静脈洞血栓症は比較的まれな疾患である。100万人あたり3人から40人が罹患する。女性の罹患率は男性の約3倍である。脳卒中を発症した人の１％は脳静脈洞血栓症を遠因とする。死亡率は、罹患者の約9.4％である。脳静脈洞血栓症の症状は、1825年にフランスの医師Ribesによって最初に記述された。